# أنجيلا برازيل
أنجيلا برازيل (بالإنجليزية: Angela Brazil) (30 نوفمبر 1868، برستون في المملكة المتحدة - 13 مارس 1947، كوفنتري في المملكة المتحدة)؛ كاتِبة مُتخصِّصة في أدب الأطفال وروائية بريطانية.